# Заёнчково (Куявско-Поморское воеводство)
Заёнчково (пол. Zajączkowo [zajɔnt͡ʂˈkɔvɔ]; нем. Senzkau [zənskaʊ]) — село в гмине Хелмжа Торуньского повета Куявско-Поморского воеводства в центральной части севера Польши.

## История
Впервые село Заёнчково упоминается в письменных источниках в 1222 году под названием Заинцко (нем. Saynzko). В начале XVI века владельцами села стали представители рода Рокуш (пол. Rokusz), передавшие в 1834 году Заёнчково во владение членов немецкого дворянского рода Гертелль. Во времена владения Гертеллями, в селе был произведён демонтаж средневекового костёла Святого Иоанна Крестителя .

## Население
| 1885 | 1998 | 2002 | 2009 | 2011 | 2021 |
| ---- | ---- | ---- | ---- | ---- | ---- |
| 133  | ↗164 | ↘151 | ↗160 | ↘156 | ↘152 |